# Liste von Anschlägen auf Juden und jüdische Einrichtungen in der Schweiz
Die Liste von Anschlägen auf Juden und jüdische Einrichtungen in der Schweiz umfasst gewaltsame Angriffe auf Juden in der Schweiz, jüdische sowie israelische Einrichtungen in der Schweiz. Ebenfalls aufgelistet sind fehlgeschlagene und vereitelte Anschlagspläne.
| Datum         | Ort                            | Anschlagsart                             | Opferzahl                           | Beschreibung |
| ------------- | ------------------------------ | ---------------------------------------- | ----------------------------------- | --- |
| 21. Sep. 1802 | Endingen und Lengnau im Aargau | Pogrom                                   | Misshandlungen und Vermögensschaden | Aufgestachelt von konterrevolutionären Kräften, die gegen die helvetische Republik und die damit verbundene Emanzipation der Juden im Stecklikrieg waren, misshandelten und plünderten Bauern zunächst in Lengnau und anschließend in Endingen. |
| 16. Apr. 1942 | Payerne                        | Mordanschlag auf Arthur Bloch            | 1 Toter                             | Der Viehhändler Arthur Bloch aus Bern wurde vom Viehmarkt der Kleinstadt Payerne im Kanton Waadt von Mitgliedern der Nationalen Bewegung der Schweiz in einen Hinterhalt gelockt und ermordet. Siehe dazu auch Un juif pour l'exemple. |
| 21. Feb. 1970 | Zürich                         | Bombenanschlag auf den Swissair-Flug 330 | 47 Tote                             | An Bord einer Coronado auf einem regulären Linienflug von Zürich nach Tel Aviv detonierte eine Bombe palästinensischen Ursprungs. Die Maschine stürzte bei Würenlingen ab, dabei starben alle 47 Insassen. Die Täter wurden nicht gefasst. |
| 16. Aug. 1999 | Zürich                         | Messerangriff                            | 1 Verletzter                        | Ein Bäcker aus dem Kanton Schaffhausen verletzte einen israelischen Touristen mit einem Teigmesser schwer. Zuvor lauerte er Sigi Feigel, Ehrenpräsident der Israelitischen Cultusgemeinde Zürich, vor dessen Büro auf. Da Feigel nicht herauskam, suchte der Täter ein Zufallsopfer und traf auf den Touristen, der wegen seiner Kippa als Jude erkennbar war. Der Täter hatte Wahnvorstellungen. |
| 7. Juni 2001  | Zürich                         | Mordanschlag auf Abraham Grünbaum        | 1 Toter                             | Bei einem Besuch in der Schweiz wurde der israelische Rabbiner Abraham Grünbaum auf dem Weg zum Abendgebet in der Synagoge der Gemeinde „Agudas Achim“ in Wiedikon mit zwei Schüssen aus nächster Nähe von einem Unbekannten niedergestreckt. Er verstarb trotz ärztlicher Hilfe 30 Minuten später. Täter und Tatgründe konnten bis heute nicht ermittelt werden.(Stand: Februar 2021) |
| 15. März 2005 | Lugano                         | Brandanschlag                            | Sachschaden                         | In Lugano verübte ein psychisch kranker Arbeitsloser einen Brandanschlag auf die Synagoge und das Bekleidungsgeschäft einer jüdischen Familie. |
| 12. Feb. 2008 | Zürich                         | Messerangriff                            | 1 Verletzter                        | Im Zürcher Stadtkreis 3 wurde ein 60-jähriger Mann mit einem Messer angegriffen. Das als „Jude“ betitelte Opfer wurde leicht verletzt. |
| 23. Feb. 2011 | Lausanne                       | Angriff auf die körperliche Integrität   | 1 leicht Verletzter                 | Drei Jugendliche greifen bei der Synagoge den Assistenten des Rabbiners an, beschimpfen ihn antisemitisch und schlagen ihn. |
| 29. Dez. 2011 | Genf                           | Messerangriff                            | 1 Verletzter                        | Ein 22-jähriger Brite sticht auf einen orthodoxen Juden ein, als dieser als Beifahrer in ein Auto steigen will. Der Mann überlebt, da seine Ehefrau sofort losfährt und die Rettungsdienste alarmiert. Der Täter wird ein Jahr später in den Niederlanden verhaftet. Im Sommer 2013 stufte ihn ein Gericht als unzurechnungsfähig ein und wies ihn in eine psychiatrische Klinik ein. Laut psychiatrischem Gutachten habe der Täter zum Tatzeitpunkt an Halluzinationen gelitten, sich vor einer Weltverschwörung gefürchtet und sei wegen einer israelischen Attacke auf ein Schiff, das die Gaza-Blockade durchbrechen wollte, erzürnt gewesen. Das Opfer wählte er aus, weil es Jude war. |
| 18. Feb. 2021 | Biel                           | Angriff auf Synagoge                     | Sachschaden                         | Unbekannte ritzten antisemitische Parolen in die Synagoge in Biel. |
| 2. März 2024  | Zürich                         | Messerangriff                            | 1 Verletzter                        | Am 2. März 2024 wurde ein orthodoxer Jude Opfer eines Messerangriffes und lebensbedrohlich verletzt. Der Täter ist ein Schweiz-Tunesier und filmte zuvor ein Bekennervideo zum Islamischen Staat. |
| 10. Aug. 2024 | Zürich                         | Versuchter Brandanschlag                 | keine                               | Ein psychisch verwirrter Mann goss am Eingang einer Synagoge Benzin aus, wurde jedoch vom hauseigenen Sicherheitsdienst ertappt. Er ergriff die Flucht und wurde bald darauf verhaftet. |